# Filomena la Marca
Filomena la Marca es una deportista italiana que compitió en taekwondo. Ganó una medalla de bronce en el Campeonato Europeo de Taekwondo de 1980 en la categoría de –62 kg.

## Palmarés internacional
| Campeonato Europeo | Campeonato Europeo     | Campeonato Europeo | Campeonato Europeo |
| Año                | Lugar                  | Medalla            | Categoría          |
| ------------------ | ---------------------- | ------------------ | ------------------ |
| 1980               | Copenhague (Dinamarca) | Medalla de bronce  | –62 kg             |